# 玉泉洞

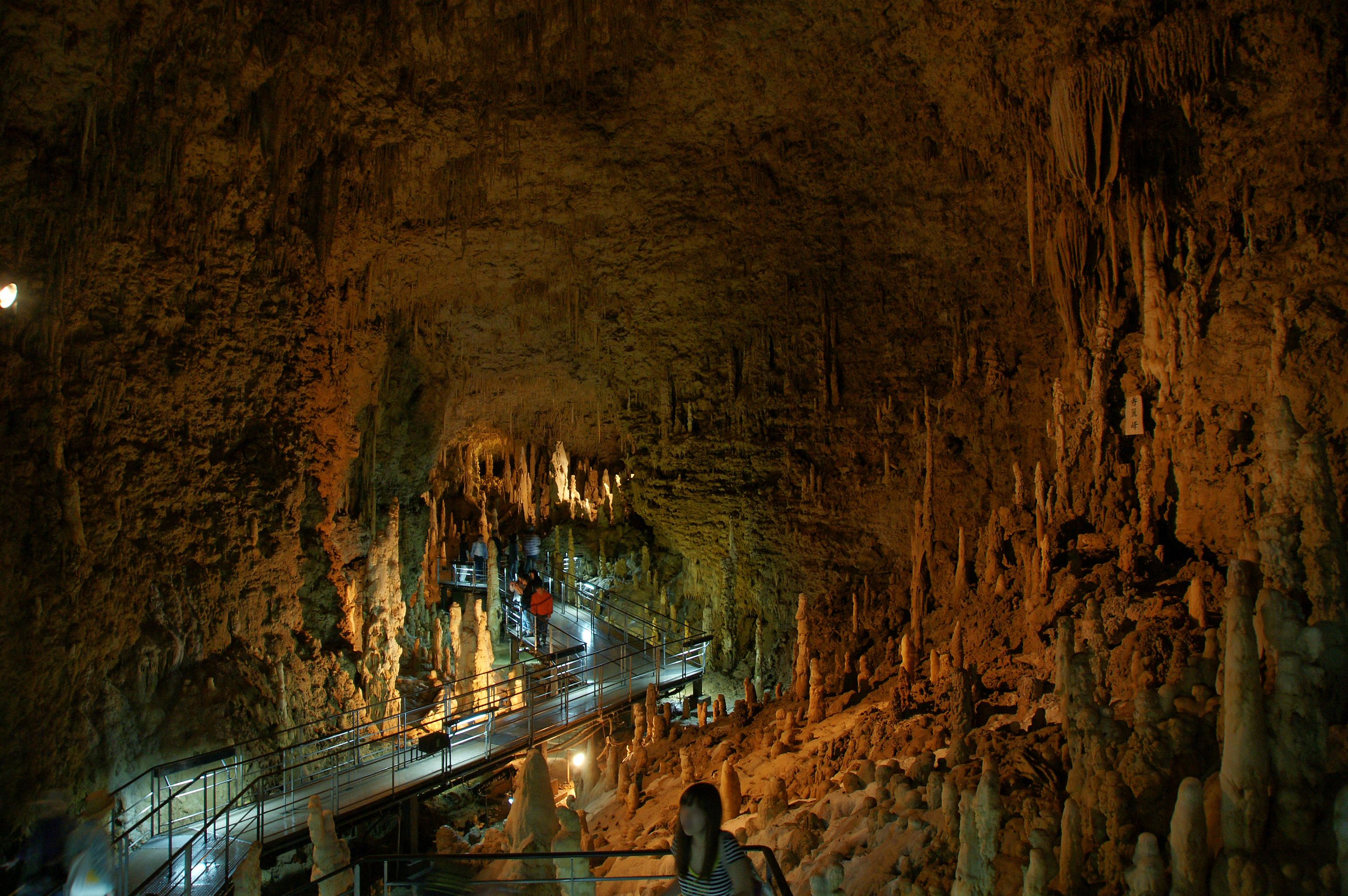
玉泉洞

玉泉洞，是日本沖繩縣企業南都株式會社所管理之沖繩世界文化王國裡面的一個鐘乳洞，為當地特色旅遊景點的其中一個，其地址座落於日本國沖繩縣南城市玉城字前1336。玉泉洞全長大約800米，全洞佈滿了鐘乳石，鐘乳石每年只會增長約1毫米。完成遊歷整個玉泉洞需要時間為約半小時。目前只開闢了全洞的五分之一，但估計不會再開闢其餘部分。

## 歷史
1967年（昭和四十二年）3月，透過愛媛大學學術探險部進行調查，結果首次發現了玉泉洞的全貌。
1972年（昭和四十七年）4月，玉泉洞開始開放予旅遊參觀。南都公司作為旅遊用被公開了。

## 圖集

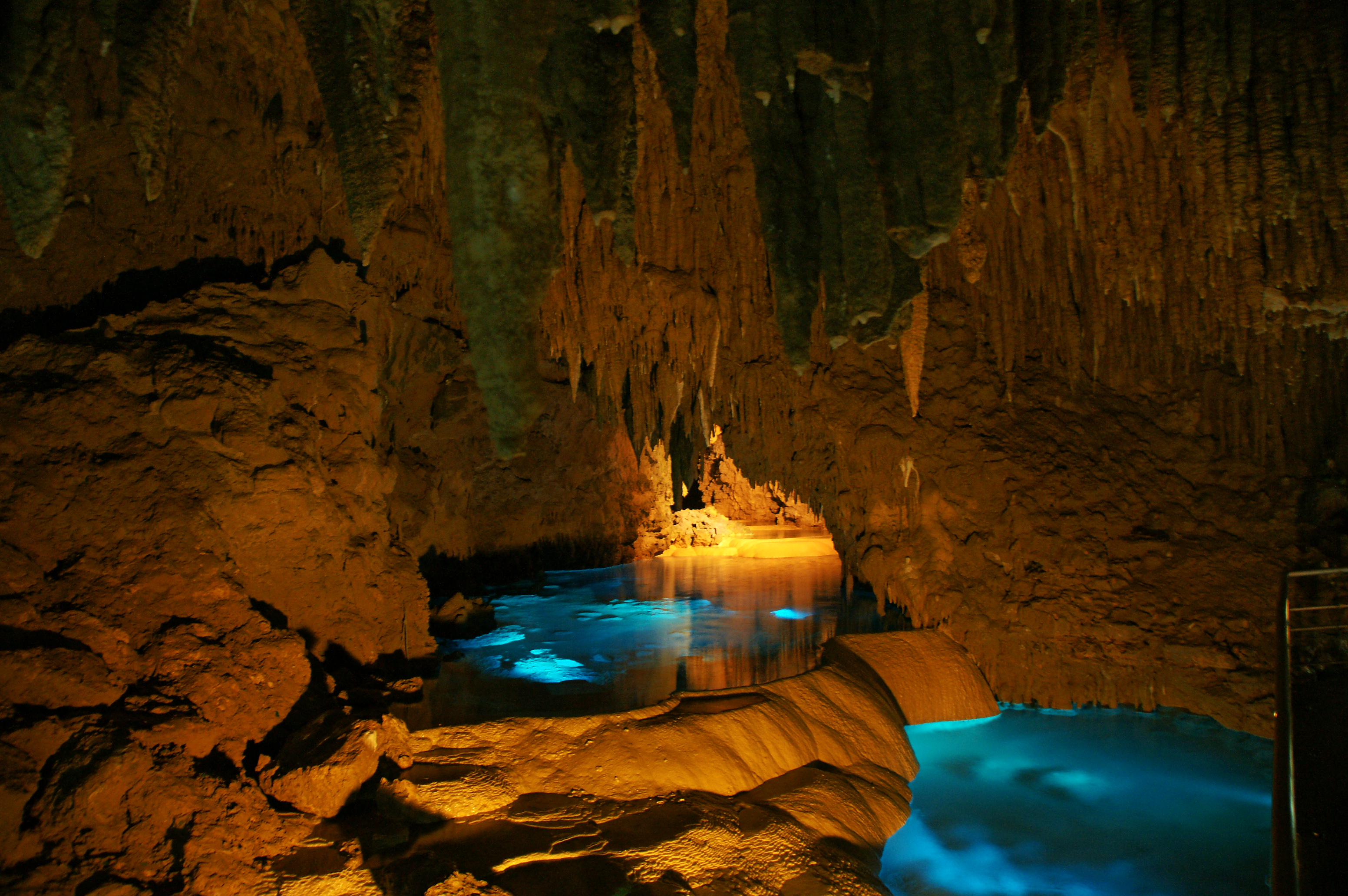
玉泉洞裡面的青之泉
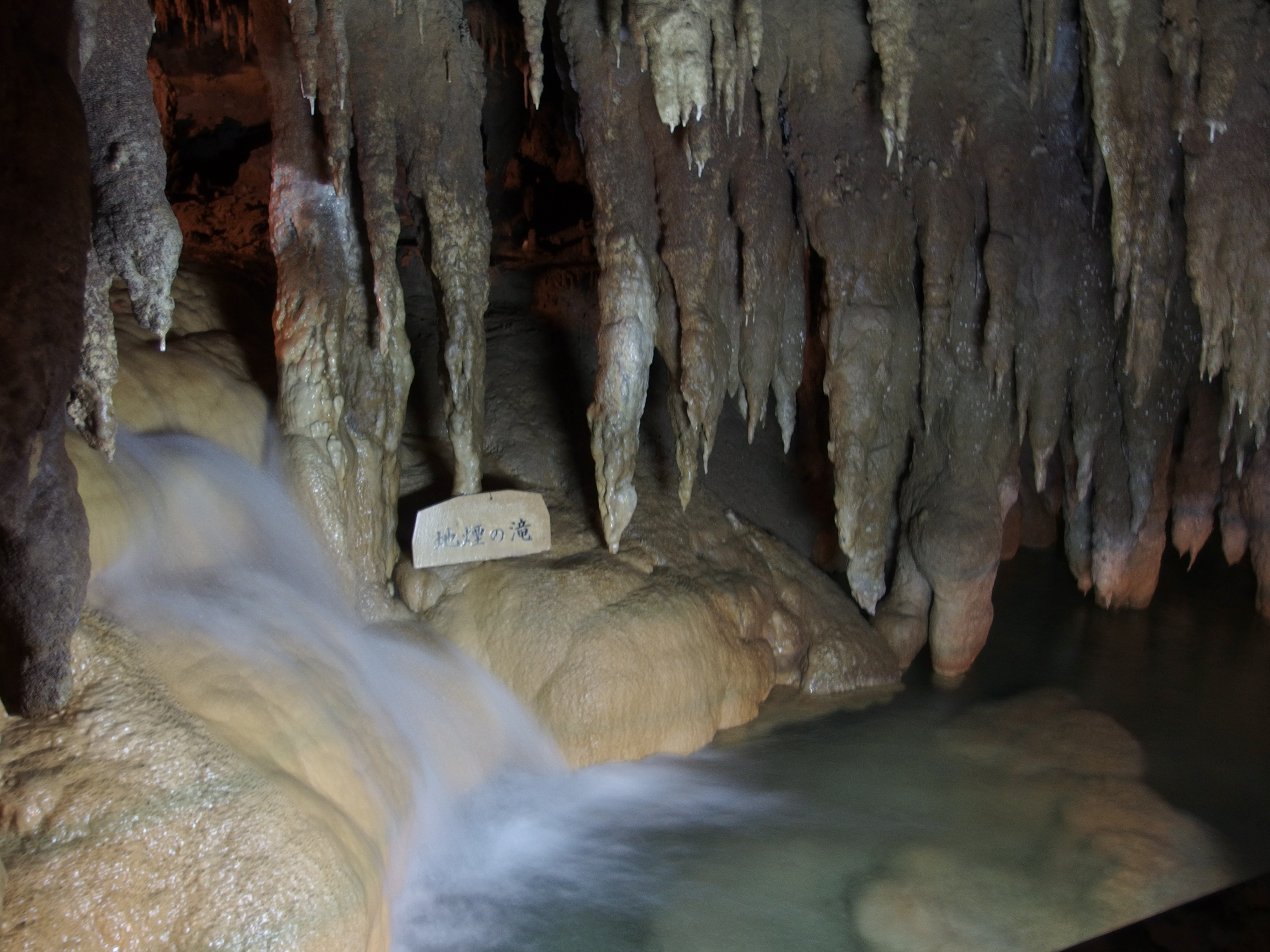
地煙の滝